# Центральный Дивизион (MLS)
Центральный дивизион был одним из трех конференций MLS, существовавший с 2000 по 2001 год.

## Команды-участницы
- Даллас Бёрн
- Коламбус Крю
- Тампа-Бэй Мьютини
- Чикаго Файр

«Далас Бёрн» и «Чикаго Файр» были переведены из Западной Конференции, а «Коламбус Крю» и «Тампа-Бэй Мьютини» из Восточной.

## Сезоны

### 2000
| Поз | Команда           | И  | В  | Н | П  | МЗ | МП | РМ  | О  | Квалификация       |
| --- | ----------------- | -- | -- | - | -- | -- | -- | --- | -- | ------------------ |
| 1   | Чикаго Файр       | 32 | 17 | 6 | 9  | 67 | 51 | +16 | 57 | Плей-офф Кубка MLS |
| 2   | Тампа-Бэй Мьютини | 32 | 16 | 4 | 12 | 62 | 50 | +12 | 52 | Плей-офф Кубка MLS |
| 3   | Даллас Бёрн       | 32 | 14 | 4 | 14 | 54 | 54 | 0   | 46 | Плей-офф Кубка MLS |
| 4   | Коламбус Крю      | 32 | 11 | 5 | 16 | 48 | 58 | −10 | 38 |                    |

### 2001
| Поз | Команда           | И  | В  | Н | П  | МЗ | МП | РМ  | О  | Квалификация       |
| --- | ----------------- | -- | -- | - | -- | -- | -- | --- | -- | ------------------ |
| 1   | Чикаго Файр       | 27 | 16 | 5 | 6  | 50 | 30 | +20 | 53 | Плей-офф Кубка MLS |
| 2   | Коламбус Крю      | 26 | 13 | 6 | 7  | 49 | 36 | +13 | 45 | Плей-офф Кубка MLS |
| 3   | Даллас Бёрн       | 26 | 10 | 5 | 11 | 48 | 47 | +1  | 35 | Плей-офф Кубка MLS |
| 4   | Тампа-Бэй Мьютини | 27 | 4  | 2 | 21 | 32 | 68 | −36 | 14 |                    |

Из-за событий 11 сентября, оставшиеся матчи во всех конференциях были отменены.

### После сезона 2001 года
Из-за финансовых проблем были распущены «Тампа-Бэй Мьютини» и «Майами Фьюжн», Центральный дивизион был ликвидирован. «Далас Бёрн» вернулся в Западную конференцию, а «Коламбус Крю» в Восточную, «Чикаго Файр» также стал клубом восточного дивизиона. 